# Aureolejeunea lumae
Aureolejeunea lumae là một loài Rêu trong họ Lejeuneaceae. Loài này được (Herzog) Slageren mô tả khoa học đầu tiên năm 1985.